# Wolfgang Gruber
Wolfgang Gruber (* 12. Juni 1886 in Graz, Österreich-Ungarn; † 30. Mai 1971 in Burghausen) war ein Chemiker.
Er war einer der Söhne des Hygienikers Max von Gruber.

## Studium und Militärdienst
Nach dem Abitur am Realgymnasium in München trat Wolfgang Gruber am 1. Oktober 1907 als Einjährig-Freiwilliger beim 7. Feldartillerie-Regiment, 4. Haubitzbatterie, in München ein, wo er am 1. Juli 1908 zum Unteroffizier befördert und am 25. September 1908 als Vizewachtmeister entlassen wurde. Am 18. Oktober 1908 begann er sein Studium an der Friedrich-Wilhelms-Universität in Berlin. Ab dem Sommersemester 1909 studierte er an der Universität München, wo er bei Adolf von Baeyer die Hauptvorlesungen hörte. Am 15. November 1910 legte er sein Verbandsexamen mit gutem Erfolg ab.
Eduard Buchner, ein Freund seines Vaters, forderte am 5. Januar 1911 anlässlich eines Besuchs bei der Familie Gruber den jungen Studenten dazu auf, ab dem Sommersemester 1911 in Würzburg als Vorlesungsassistent für ihn zu arbeiten, bei freier Wohnung und 125 Mark Gehalt. Max von Gruber hatte etwas Bedenken, da Buchner schnell ungeduldig und heftig werden konnte, aber im Weiteren kamen sein Sohn und der Nobelpreisträger immer sehr gut miteinander aus. Ab dem 8. August 1912 war Gruber wieder an der Universität München eingeschrieben und begann bei Wilhelm Schlenk mit einer Dissertation über „vierwertigen Kohlenstoff“; analog zu den Verbindungen mit dreiwertigem Kohlenstoff sollten an den Stickstoff hochkomplexe organische Radikale gehängt werden. Dann wurde er jedoch von Schlenk und dessen Kollegen Heinrich Wieland Adolf von Baeyer empfohlen, der einen Privatassistenten suchte. Zu Beginn des Wintersemesters 1912 trat Gruber diese Stelle an, mit 67 Mark Gehalt von der Bayerischen Akademie der Wissenschaften sowie 35 Mark aus Baeyers Privatkasse, dazu noch alle Chemikalien frei. Nun bekam Gruber von Baeyer ein neues Dissertationsthema: die Konstitutions-Aufklärung der tiefvioletten Verbindungen, die bei der Reduktion von Dimethylpyron mit Zink in Eisessig entstehen.
Dies war ein Feld, auf dem Adolf von Baeyer zusammen mit dem Schweizer Chemiker Jean-Felix Piccard bereits seit 1911 forschte.
Im Mai 1914 legte Gruber die gedruckte Dissertation vor
und am 1. Juli 1914 hatte er seine mündliche Prüfung. In einer weiteren Veröffentlichung zum Dimethylpyron wurde Gruber dann von Baeyer und Piccard als Co-Autor genannt.
Vom 3. August 1914 bis zum Ende des Ersten Weltkriegs kämpfte Wolfgang Gruber zunächst als Vizewachtmeister, ab dem 10. Dezember 1914 als Leutnant bei der Artillerie an der Westfront, dann in Südtirol, Serbien und wieder an der Westfront.

## Chemiker bei der Wacker Chemie
Nach der Entlassung aus dem Militärdienst war Wolfgang Gruber, wie rund eine Million anderer Soldaten auch, zunächst arbeitslos.
Schließlich erhielt er eine Anstellung bei der Dr. Alexander Wacker Gesellschaft für elektrochemische Industrie. Am 1. März 1919 nahm er seine Tätigkeit im Werk Burghausen auf, zunächst als Betriebschemiker, ab dem 1. Mai 1919 als Leiter des Hauptlaboratoriums.
Eines der wichtigsten Produkte von Wacker in der Zeit nach dem Ersten Weltkrieg war Acetaldehyd, das nach einem von Martin Mugdan entwickelten Verfahren aus Acetylen hergestellt wurde. Das dabei als Katalysator verwendete Quecksilbersulfat wurde dabei verhältnismäßig rasch zu unwirksamem metallischem Quecksilber reduziert, wofür Verunreinigungen im Acetylen-Gas, vor allem Schwefelwasserstoff und Phosphin, verantwortlich gemacht wurden. Es gab damals bereits verschiedene Reinigungsverfahren, aber diese kamen wegen der großen Reaktionsräume (Reinigen mit Kupferchlorür-Lösung und Salzsäure) bzw. der hohen Chemikalienkosten (Oxydation mit Chromsäure und Reinigen mit starker Schwefelsäure) für eine industrielle Anlage mit einem Durchsatz von 2000 Kubikmeter pro Stunde nicht in Frage. Schließlich versuchte Gruber eine Reinigung mit Chlor. Dies war nicht ganz ungefährlich – in der Literatur wurde berichtet, dass bei der Vereinigung von Chlor und Acetylen schwere Explosionen beobachtet worden waren. Durch Versuche konnte Gruber jedoch feststellen, dass so etwas nur dann passierte, wenn Sauerstoff zugegen war; schon in der Größenordnung von 0,1 % löste dieser eine Explosion aus.
Mit verbesserten Versuchsanordnungen – zunächst mit Kochsalzlösung, aus der durch Elektrolyse das Chlor herausgelöst wurde, dann mit dem sichereren Chlorwasser – konnte Gruber des Problems Herr werden, und im August 1920 stand schließlich eine Versuchsapparatur für sechs bis sieben Kubikmeter pro Stunde auf dem Werkgelände. Die Laborversuche konnten voll bestätigt werden, und so entwarf die Technische Abteilung von Wacker eine Großanlage für 2000 Kubikmeter pro Stunde, die im September 1921 in Betrieb genommen wurde. Die Reinigung funktionierte nach Wunsch, und der Effekt im Aldehydbetrieb stellte sich erwartungsgemäß ein: der Katalysatorverbrauch sank auf einen Bruchteil. Als Anerkennung und Erfindervergütung erhielt Gruber von Wacker 22.000 Mark, wofür er sich in Burghausen ein Grundstück kaufte, auf dem er wenig später – mit finanzieller Unterstützung der Firma – sein Haus errichtete. Bereits am 2. Juni 1920 hatte Gruber für das Verfahren sein erstes Patent erhalten, das Deutsche Reichspatent Nr. 346311 „Verfahren zur Reinigung des Acetylens“, das Wacker später auch im Ausland anmeldete, zum Beispiel am 28. Mai 1921 in der Schweiz.
Später befasste sich Gruber primär mit der Entwicklung von neuen Verfahren zur Herstellung von Acetylzellulose. Der Ausgangspunkt hierfür war, dass im Werk Burghausen eine große Menge von Essigsäure anfiel, für die nach dem Wegbrechen der Nachfrage nach Isopren-Kautschuk für die Batteriekästen und Dichtungen von U-Booten neue Absatzmöglichkeiten gefunden werden mussten. So bekam Gruber im Jahr 1923 den Auftrag, eine Essigester-lösliche Acetylzellulose für Lackzwecke herzustellen. Auf diese Weise hätte Wacker eine Verwendungsmöglichkeit für Essigsäure sowohl bei der Herstellung der Acetylzellulose als auch bei dem Lösungsmittel, das den Lack-Kunden verkauft werden konnte.
Als Quelle für die Zellulose verwendete Gruber Baumwollabfälle, sogenannte „Linters“, die mit Essigsäureanhydrid und entweder Schwefelsäure oder Zinkchlorid verknetet wurden. Um zu löslichen Produkten zu kommen, musste man in einer ersten Stufe ein Zellulose-Triacetat herstellen, und in einem zweiten Schritt Essigsäure abspalten. Literaturangaben über die Chargendauer variierten zwischen wenigen Stunden und einigen Wochen, und auch sonst war 1923 noch nicht viel Konkretes zu diesem Thema bekannt. So musste Gruber in vielen hundert Versuchen – die selbstverständlich parallel abliefen – zunächst die erste Stufe, dann die erste und zweite Stufe zusammen erproben. Zur Qualitätsprüfung verdünnte Gruber die Triacetat-Masse mit Essigsäure und fällte in Wasser. Das weiße Produkt wurde ausgewaschen, getrocknet, in Aceton gelöst, ein Film gegossen und dieser nach gründlicher Austrocknung über dem Daumen hin und her gebogen. Je höher die Biegezahl, desto geschmeidiger der Film. Bei diesen Versuchen stellte sich heraus, dass mit Zinkchlorid leichter gut biegsame Filme zu erzielen waren als mit Schwefelsäure, doch dauerten die Chargen zu lange. Erhöhte Gruber die Temperatur, so gab es gleich spröde Filme. In weiteren Versuchsserien fand er schließlich eine einwandfreie Temperaturführung (die ein wohlgehütetes Betriebsgeheimnis wurde). Anfang 1924 konnte schließlich ein mechanisches Rührwerk für Chargen von etwa 50 Liter in Betrieb genommen werden, mit Ankerrührer und Wellenbrechern, die durch die zähe Masse oft verbogen wurden.
Damals gab es bereits Firmen in Großbritannien (die British Cellulose and Chemical Manufacturing Company in Derby seit 1916), Frankreich (die Rhodiaséta in Lyon seit 1922) und Deutschland (die Aceta in Berlin-Lichtenberg seit 1916), die in Aceton gelöste Acetylzellulose durch Düsen mit feinen Köchern spritzten und dadurch Seidenfäden (Acetatseide) erzeugten. Nachdem Proben des Wacker-Produkts – intern als „Zolose“ bezeichnet – sowohl bei der Aceta als auch bei der Rhodiaséta versponnen und für sehr gut befunden wurden, projektierte die Technische Abteilung eine Anlage für 100 kg pro Tag und bestellte bei Werner & Pfleiderer einen Bronze-Kneter. Es dauerte allerdings noch bis Mitte 1926, ehe das kleine Gerät mit einem Fassungsvermögen von 200 Litern aufgestellt war und letztlich 20 kg Zolose pro Tag erzeugte; im Oktober 1926 wurde die erste Charge von 100 kg an die Aceta in Berlin geliefert.
Zu diesem Zeitpunkt stellten zwar unter anderem auch die Farbenfabriken Bayer, wie Wacker Mitglied in der I.G. Farben, in ihrem Werk Dormagen unter dem Markennamen Cellit Acetylzellulose her. Gruber konnte jedoch mit einem Lieferpreis von 6,50 Mark pro Kilogramm deutlich billiger produzieren. Die Anlage in Dormagen war wesentlich größer als die in Burghausen – Bayer arbeitete mit 36 Knetern für je 2000 Liter – dennoch wurde Wacker als ernstzunehmender Konkurrent gesehen. Für genau solche Fälle war 1925 die I.G. Farbenindustrie AG gegründet worden. Anstatt sich gegenseitig zu bekämpfen, wurde der Markt unter den Kartellmitgliedern friedlich aufgeteilt. Der für Kunstfasern zuständige Sachbearbeiter bei der I.G. Farben genehmigte Wacker den Bau einer Großanlage, allerdings mit der Einschränkung, erst dann zwei Tonnen pro Tag herzustellen, wenn Dormagen vier Tonnen pro Tag erreicht hatte. Von solchen Größenordnungen war man in Burghausen noch weit entfernt. Am 1. Juli 1927 erfolgte der erste Spatenstich für den Zolose-Bau und kurze Zeit später der für das dazugehörige Laboratorium.
Im Mai 1928 wurde der Großbetrieb eingefahren, mit zunächst zwei Knetern für je 1000 Liter, die 200 bis 250 kg Acetylzellulose pro Tag liefern sollten. Schnell wurde klar, dass ein gewaltiger Unterschied zwischen der kleinen Versuchsanlage und einer industriellen Großproduktion bestand. Schon nach zwei Wochen flog die Vorderwand einer der beiden Horizontalzentrifugen aus ungeklärter Ursache heraus; um den Lieferverpflichtungen für die Aceta nachzukommen, wurden vier alte stehende Schleudern aufgestellt. Der Transport der in den Knetern gefällten Zolose zu den Zerkleinerungsapparaturen durch schräge Rinnen versagte völlig; es mussten eiligst kupferne Kippwagen konstruiert werden. Im Juli wurde der Bronzetrog eines Kneters undicht; er wurde mit Kupferblech ausgekleidet. Als Nächstes mussten die Zerkleinerungswalzen durch Schlagkreuzmühlen ersetzt werden, doch diese nahmen das Gemenge von verdünnter Essigsäure und Zolose nicht gleichmäßig auf. Folglich musste die Flüssigkeit vorher aus dem Kneter abgesaugt werden, was die Aufstellung von Pumpen und Vorratsbehältern erforderlich machte. Im Oktober ging wieder eine Zentrifuge kaputt, und im Dezember musste auch die zweite Knetmaschine mit Kupfer ausgekleidet werden. Inzwischen war auch die Destillationsblase undicht geworden und musste, um weiterarbeiten zu können, mit Holzstopfen abgedichtet werden.
Trotz dieser Rückschläge wurden zwei neue Kneter für je 2000 Liter aufgestellt und die kupferne Destillationsblase durch eine neue aus Edelstahl ersetzt. Dann musste Gruber jedoch feststellen, dass das Zinkchlorid in der verdünnten Essigsäure den Edelstahl zersetzte. Dazu kam noch, dass die Zolose in den Trockenschränken teilweise überhitzt wurde und sich rostrot verfärbte. Im Jahr 1930 erhielt Gruber schließlich von der Münchner Konzernleitung einen Brief, in dem er darauf hingewiesen wurde, dass seine Gestehungskosten mittlerweile bei 25 Mark pro Kilogramm lägen, während Wacker von der Aceta nur 6,50 Mark erhielt; wenn der Betrieb nicht bald auf eine wirtschaftliche Basis gestellt würde, müsste er geschlossen werden.
Acetylzellulose war zwar bereits 1865 von Paul Schützenberger entdeckt worden, die industrielle Großproduktion war jedoch für alle Beteiligten Neuland. So wurden zum Beispiel bei der kleinen Versuchsanlage alle Transporte von Hand durchgeführt – vom Kneter zur Zentrifuge und von dieser zum Trockenschrank – während im Großbetrieb die ausgefällte Masse von selbst fließen sollte. Die Wacker-Ingenieure waren davon ausgegangen, dass sich die Zolose wie Papierbrei verhalten würde, was sie aber nicht tat. Auch bei den weiteren Verarbeitungsschritten (Zentrifugen etc.) verfügte weder die technische Abteilung von Wacker, noch die Maschinenbaufirmen über irgendwelche Erfahrung, und so blieb nichts anderes übrig, als zu probieren.
Ein weiteres Problem war, dass die Edelstahlerzeugung in den 20er Jahren noch in den Anfängen steckte; die Firmen konnten Gruber nur Proben zur Selbstprüfung zuschicken, wobei sie aber anschließend gar nicht probegetreu liefern konnten. Die bei der Methode Gruber verwendete, zinkchloridhaltige Essigsäure war extrem aggressiv: das Chrom im Edelstahl wurde durch den Zink ausgetauscht, so dass zum Beispiel die Transportschnecke zur Zentrifuge schon nach kurzer Zeit zwischen den Fingern zerbröselt werden konnte. Dazu kam noch, dass das Ausgangsmaterial, die Baumwollfasern, ein Naturprodukt war und daher unvermeidlich von wechselnder Qualität. Selbst das von der BASF bezogene Zinkchlorid wechselte in der Aktivität.
Ein gewisser Trost war, dass Bayer in Dormagen nach dreißigjähriger Cellit-Erfahrung mit ganz ähnlichen Problemen zu kämpfen hatte und den gesamten Betrieb umstellen musste. Wie in der I.G. Farben üblich, sollte Wacker nun für die Lieferausfälle von Dormagen einspringen, hatte aber selbst beträchtliche Schwierigkeiten. Als Gruber und seine Mitarbeiter den Zolose-Betrieb endlich zum Laufen gebracht hatten, war allerdings auch Dormagen wieder weitgehend gesundet und machte Wacker Konkurrenz.
Bereits 1928 hatte Gruber von der Aceta in Berlin für Versuchszwecke einen Spinnschacht erhalten, im Prinzip eine Art Sieb, durch das die gelöste Acetylzellulose in einem Luftstrom gedrückt wurde. Über den Durchmesser der Löcher, die Austrittsgeschwindigkeit der Masse, die Konzentration der Acetylzellulose-Lösung, die Temperatur der Düsenkopfes, die Luftführung etc. konnte die Festigkeit der Fäden, ihr Glanz und ihre Völligkeit (flach oder rund, hohl oder voll) gesteuert werden. Zu diesem Zweck hatte Wacker eigens einen Ingenieur eingestellt, der am Staatlichen Technikum für Textilindustrie in Reutlingen ausgebildet worden war und gute Beziehungen zur Textilindustrie hatte.
Im Mai 1929 erhielt Gruber dann von der Schweizer Spinnerei Novaseta in Arbon einen Probeauftrag für 5 kg Zolose. Nach einigen Anlaufschwierigkeiten ging das Geschäft sehr gut. Dann brach jedoch die Weltwirtschaftskrise aus, was in ganz Europa zu einer Deflationsspirale führte. Die Aceta in Berlin und die Rhodiaséta in Lyon setzten ihre Preise stark herab, und auch in der Schweiz sanken die Preise für Acetatseiden im Laufe des Jahres 1930 von 15 Franken auf 13 und schließlich auf 8 Franken. Die kleine Novaseta mit ihren 1000 Beschäftigten konnte in diesem ruinösen Preiskampf nicht mithalten und musste schließen. Damit hatte Wacker einen wichtigen Abnehmer für Acetylzellulose verloren.
In Burghausen selbst Seide herzustellen war nie beabsichtigt. Das Ziel war die Schaffung wollähnlicher Fasern. Versuche mit Hohlfasern führten zu keinem befriedigenden Ergebnis, und so ging Gruber 1932 zur Stapelfaser über: der Acetylzellulose-Faden wurde in Stücke geschnitten, durch einen Kochprozess gekräuselt und anschließend zu Garnen zusammengedreht. Die resultierende Acetatwolle wurde dann unter dem Handelsnamen „Drawinella“ (ein Akronym für Dr. Alexander Wacker Industriegesellschaft) an die großen Spinnereien wie Schachenmayr geliefert. Acetylzellulose lässt sich nicht waschecht färben. Daher begann Gruber 1935 die Faser spinngefärbt, d. h. mit pigmentgefärbten Lösungen herzustellen. Natürlich wurden die Wünsche der Kunden immer größer, und das Sortiment an Farben nahm ständig zu, was den Aufwand bei Produktion und Lagerung erhöhte. Die großen Firmen wie die Aceta oder die Rhodiaséta wollten sich dies nicht antun und führten nur wenige Farben im Sortiment. Wacker stieß somit in eine Marktlücke und konnte zahlreiche neue Kunden akquirieren.
Vom 15. April 1934 bis zum 29. Februar 1936 fungierte Gruber als Werkleiter, kehrte dann aber ab dem 1. März 1936 als Leiter des Acetylzellulose-Betriebes in die Produktion zurück. Am 1. März 1943 wurde er zum Chefchemiker für alle Abteilungen am Standort befördert, eine Funktion, in der er bis zu seiner Pensionierung am 1. Januar 1953 tätig war.
Wolfgang Gruber hat, neben dem Kriegstagebuch, das er für seine Einheit in Frankreich führte, sowie dem offiziellen Tagebuch des Werkleiters, seit seiner Jugend ein persönliches Tagebuch geführt und auch die Briefe seiner Professoren, Kollegen, Eltern und Geschwister sorgfältig aufbewahrt. 1965, sechs Jahre vor seinem Tod, fasste er diese Erinnerungen zusammen und brachte sie zu Papier, ursprünglich nur zum Gebrauch seiner Kinder. Da es sich bei diesem Manuskript von mehreren hundert Seiten um ein äußerst detailliertes Zeitzeugnis vom ausgehenden Kaiserreich bis zum beginnenden Wirtschaftswunder handelt, entschied sich sein jüngster und letzter noch lebende Sohn Helmut Gruber (ebenfalls Chemiker und Werkleiter in Gendorf bei Burghausen) im Jahre 2017, die Lebenserinnerungen seines Vaters in Zusammenarbeit mit dem Unternehmensarchiv der Wacker Chemie zu veröffentlichen.